# Sagard
Sagard – gmina w Niemczech, w kraju związkowym Meklemburgia-Pomorze Przednie, w powiecie Vorpommern-Rügen, siedziba urzędu Nord-Rügen.

## Toponimia
Nazwa pochodzenia słowiańskiego, pierwotne *Zagardьno = „za grodem”.